# Petronà
Petronà  község (comune) Olaszország Calabria régiójában, Catanzaro megyében.

## Fekvése
Catanzarótól 20 km-re északkeletre fekszik, az SP159-IV út mentén, a megye északkeleti részén. Határai: Belcastro, Cerva, Marcedusa, Mesoraca, Sersale és Zagarise.

## Története
A települést a 18. században alapították cosenzai pásztorok. A 19. század elején vált önálló községgé, amikor a Nápolyi Királyságban felszámolták a feudalizmust.

## Népessége
A népesség számának alakulása:

## Főbb látnivalói
- San Pietro Apostolo-templom